# Ryūji Ishizue
Ryūji Ishizue (jap. 石末 龍治, Ishizue Ryūji; * 22. Juli 1964 in der Präfektur Hyōgo) ist ein ehemaliger japanischer Fußballspieler.

## Karriere
Ishizue erlernte das Fußballspielen in der Schulmannschaft der Itami Kita High School und der Universitätsmannschaft der Tōkai-Universität. Seinen ersten Vertrag unterschrieb er 1987 bei All Nippon Airways. Der Verein spielte in der zweithöchsten Liga des Landes, der Japan Soccer League Division 2. 1987/88 wurde er mit dem Verein Meister der Division 2 und stieg in die Division 1 auf. 1988/89 wurde er mit dem Verein Vizemeister der Division 1. Mit Gründung der Profiliga J.League 1992 und der damit verbundenen Neuorganisation des japanischen Fußballs wurde All Nippon Airways zu den Yokohama Flügels. 1993 gewann er mit dem Verein den Kaiserpokal. Für den Verein absolvierte er 84 Erstligaspiele. 1995 wechselte er zum Zweitligisten Vissel Kōbe. 1996 wurde er mit dem Verein Vizemeister der Japan Football League und stieg in die J1 League auf. Für den Verein absolvierte er 94 Spiele. Ende 1998 beendete er seine Karriere als Fußballspieler.

## Erfolge
All Nippon Airways/Yokohama Flügels
- Japan Soccer League

Vizemeister: 1988/89
- Kaiserpokal

Sieger: 1993